# Nereis anomala
Nereis anomala är en ringmaskart som först beskrevs av Gravier 1902.  Nereis anomala ingår i släktet Nereis och familjen Nereididae. Inga underarter finns listade i Catalogue of Life.